# Dulcești
Dulcești è un comune della Romania di 2 659 abitanti, ubicato nel distretto di Neamț, nella regione storica della Moldavia. 
Il comune è formato dall'unione di 4 villaggi: Drăgănești, Orțăști, Râșca, Șoimărești.